# Paola Senatore
Paola Senatore (Roma, 9 de noviembre de 1949) es una exactriz de cine italiana conocida por haber interpretado muchas películas de género en los años setenta y ochenta.

## Biografía
Nacida en Roma de padres de Calabria, estudió en un colegio de monjas y, a la edad de veinte años, decidió comenzar su carrera como actriz. Después de varias apariciones en el cine, en 1975 le dieron un papel menor en Salón Kitty, dirigida por Tinto Brass, con quien trabajó cinco años más tarde, en Actión. Mientras tanto, posa para varias sesiones de fotos eróticas. Después de varias apariciones en películas (incluidas Emanuelle en América y The Mutual Gynecologist de Joe D'Amato), su carrera continúa en el cine de género, especialmente en la línea de la comedia sexy italiana, con títulos como L'infermiera di notte, Dove vai se il vizietto non ce l'hai?, La settimana al mare y La dottoressa preferisce i marinai. En casi ninguno de estos casos, sin embargo, desempeña el papel principal. También participará en la película caníbal Mangiati Vivi!, dirigida por Umberto Lenzi en 1980. 
Para compensar la falta de dinero, interpreta papeles en numerosas películas eróticas (entre ellas, Malombra, Maladonna y Penombra, la trilogía de Bruno Gaburro en la que interpreta a Carlotta Raininger).
Los años 80 se ven marcados por su adicción a las drogas, lo que le hace aceptar series de fotos cada vez más pornográficas ,posando para revistas como Men o The Ore8. Se encontrará allí varias veces realizando reportajes con otra actriz caída en desgracia, la alemana Karin Schubert. Acaba protagonizando una película pornográfica, Non stop sempre buio in sala. Su carrera cinematográfica termina definitivamente el 13 de septiembre de 1985, cuando es arrestada por detención y tráfico de drogas, y condenada a cinco meses de detención en la prisión romana de Rebibbia, seguidos por un año de arresto domiciliario. En su sitio web, la actriz explica que la detención logró devolverle la fe en Dios.
Ahora vive jubilada, cerca de Roma con su hijo Alessio. En 2011, anunció que estaba trabajando en su autobiografía.

## Filmografía
- Robin Hood, l'invincibile arciere, José Luis Merino (1970)
- A.A.A. Massaggiatrice bella presenza offresi..., Demofilo Fidani (1972)
- Servo suo, Romano Scavolini (1973)
- Il fiore dai petali d'acciaio, Gianfranco Piccioli (1973)
- Amore quotidiano, Claude Pierson (1973)
- Provaci anche tu Lionel, Roberto Bianchi Montero (1973)
- Storia di una monaca di clausura, Domenico Paolella (1973)
- Diario segreto da un carcere femminile, Rino Di Silvestro (1973)
- Madeleine... anatomia di un incubo, Roberto Mauri (1974)
- Un tipo con una faccia strana ti cerca per ucciderti, Tulio Demicheli (1974)
- L'assassino ha riservato nove poltrone, Giuseppe Bennati (1974)
- L'erotomane, Marco Vicario (1974)
- Salon Kitty, Tinto Brass (1975)
- Càlamo, Massimo Pirri (1975)
- Casa Manchada, José Antonio Nieves Conde (1975)
- Emanuelle in America, Joe D'Amato (1976)
- Come cani arrabbiati, Mario Imperoli (1976)
- Dimensioni giganti, Mircea Drăgan (1976)
- Voglia di lei, Claude Pierson (1976)
- Nenè, Salvatore Samperi (1977)
- Il ginecologo della mutua, Joe D'Amato (1977)
- La donna della calda terra, José María Forqué (1978)
- I guappi non si toccano, Mario Bianchi (1978)
- Action, Tinto Brass (1979)
- Bersaglio altezza uomo, Guido Zurli (1979)
- L'infermiera di notte, Mariano Laurenti (1979)
- Immagini di un convento, Joe D'Amato (1979)
- Dove vai se il vizietto non ce l'hai?, Marino Girolami (1980)
- Mangiati vivi!, Umberto Lenzi (1980)
- La settimana al mare, Mariano Laurenti (1981)
- La dottoressa preferisce i marinai, Michele Massimo Tarantini (1981)
- Ti spacco il muso bimba, Mario Carbone (1983)
- Malombra, Bruno Gaburro (1984)
- Maladonna, Bruno Gaburro (1984)
- Penombra, Bruno Gaburro (1986)
- Non stop sempre buio in sala,Arduino Sacco (1985)
- La sfida erotica, Arduino Sacco (1986)